# 斂姓
斂姓是一个比较少见的姓氏，是古时起源于羌族地区的一个姓氏。
斂姓見于《姓苑》，其中「羌，酋姓也。」史书上记载的几个代表人物都是五胡十六国时代后秦的人物。

## 人物
- 斂憲，后秦辅国將軍，南安人。[1]
- 敛成，后秦將軍，南安人。
- 敛岐，后秦將軍，南安人。
- 敛俱
- 敛曼嵬

## 延伸阅读
[在维基数据编辑]
1. ↑  《广韵》